# Gemellus (Toreut)
Gemellus war ein antiker römischer Toreut (Metallbildner), der im 1. Jahrhundert wahrscheinlich in Norditalien tätig war.
Gemellus ist heute nur noch aufgrund eines Signaturstempels auf einer Kasserolle aus Bronze bekannt. Diese wurde in Pompeji gefunden und befindet sich heute im Deposito Archeologico Pompei.

## Einzelbelege
1. ↑  Inventarnummer 4016; Richard Petrovszky: Studien zu römischen Bronzegefäßen mit Meisterstempeln. Leidorf, Buch am Erlbach 1993, S. 262, Nr. G.02.01.

| Personendaten    | Personendaten                              |
| ---------------- | ------------------------------------------ |
| NAME             | Gemellus                                   |
| KURZBESCHREIBUNG | antiker römischer Toreut                   |
| GEBURTSDATUM     | 1. Jahrhundert v. Chr. oder 1. Jahrhundert |
| STERBEDATUM      | 1. Jahrhundert oder 2. Jahrhundert         |